# Atticora
Atticora är ett sydamerikanskt släkte med fåglar i familjen svalor inom ordningen tättingar. Traditionellt har släktet omfattat endast vitbandad svala och forssvala, men efter DNA-studier förs svarthättesvala och vitlårad svala hit medan forssvalan placeras tillsammans med blåvit svala (tidigare i Notiochelidon) i Pygochelidon.
Arter inom släktet:
- Vitbandad svala (Atticora fasciata)
- Vitbyxad svala (Atticora tibialis) – fördes tidigare till det egna släktet Neochelidon
- Svarthättad svala (Atticora pileata) – fördes tidigare till släktet Notiochelidon